# شتاء 2024–25 في قطاع غزة
{{مقالة بيئية}}
#WikiMena2025
' ' ' شتاء 2024–25 في قطاع غزة ' ' ' شهد موجة من الظروف الجوية القاسية التي أثّرت بشكل كبير على الحياة اليومية للسكان في القطاع. تراوحت الأحوال الجوية بين العواصف المطرية الغزيرة والبرد القارس، ما أدى إلى أزمات بيئية وإنسانية متكررة خلال الموسم، لا سيما في ظل البنية التحتية الهشة والحصار المفروض على القطاع.

## الحالة الجوية العامة
بدأ موسم الشتاء في غزة مطلع ديسمبر 2024، وترافق مع سلسلة منخفضات جوية قوية تسببت في هطول أمطار غزيرة على مناطق متفرقة. في يناير 2025، سُجّلت عدة أيام من الفيضانات نتيجة انسداد مصارف المياه وتراكم كميات كبيرة من الأمطار خلال فترة زمنية قصيرة. كما سجلت درجات حرارة منخفضة بشكل غير معتاد في بعض الليالي، ما أدى إلى موجات برد حادة.

## الآثار البيئية
تسببت الأحوال الجوية في العديد من المشكلات البيئية، مثل غمر الشوارع والأحياء السكنية بالمياه، وتضرر أنظمة الصرف الصحي في المناطق المنخفضة. في بعض المخيمات، اختلطت مياه الأمطار بمياه الصرف، ما أدى إلى انتشار الروائح الكريهة وارتفاع خطر الأمراض المنقولة بالمياه.

## التأثير على السكان والمرافق
تأثرت آلاف العائلات بفعل الفيضانات، خصوصًا في المناطق الشرقية والشمالية من القطاع. تم الإبلاغ عن نزوح جزئي لعائلات في مناطق مكتظة، كما تعطلت بعض المدارس والمراكز الصحية. شهدت شبكة الكهرباء انقطاعات متكررة بسبب الأمطار، مما زاد من معاناة الأهالي في التدفئة والتزود بالطاقة.

## الاستجابة الإنسانية
أطلقت جهات حكومية، مثل الدفاع المدني، حملات إنقاذ وإجلاء للعائلات المتضررة. كما شاركت منظمات إنسانية، من بينها الأونروا، في توزيع البطانيات والطعام والمياه النظيفة. مع ذلك، واجهت هذه الاستجابات صعوبات بسبب ضعف الموارد وتقييد الحركة على المعابر.

## وصلات خارجية
- وكالة معاً الإخبارية
- وكالة الأنباء الفلسطينية
- وكالة الأونروا